# Оттон V (герцог Брауншвейг-Люнебурга)
Оттон V Победоносный или Великодушный (нем. Otto der Siegreiche, der Großmütige; 1439 или 1439 — 9 января 1471 или 1464, Целле, Люнебург) — герцог Брауншвейг-Люнебурга и князь Люнебурга с 1457 года до своей смерти. Правил совместно с братом Бернхардом II до его смерти в 1464 году.

## Биография
Сын Фридриха II Брауншвейг-Люнебургского и Магдалены Бранденбургской. После того, как его брат умер в 1464 году не оставив потомства, Оттон стал единолично править княжеством Люнебург. Царствование Оттона было отмечено попытками реформирования монастырей Люнебурга. Из аббатства Винхаузен он удалил несколько художественных ценностей, которые, по мнению Оттона, противоречили идеалу монашеской простоты, и отправил аббатису «перевоспитываться в монастыре, который уже был реформирован». По легенде, Оттон был убит на рыцарском турнире в Целле. Сегодня подкова в гипсе отмечает место, где, как предполагается, герцог Оттон Великодушный погиб в 1471 году.
В 1467 году Оттон V женился на Анне Нассау-Дилленбургской (ок. 1441—1514), дочери Иоганна IV, графа Нассау. У них было двое сыновей:
- Вильгельм (ум. 1480)
- Генрих I (ок. 1467—1532)

После его смерти его отец Фридрих II, который ранее передал бразды правления своим сыновья, вновь стал править.